# 음력 5월 5일
음력 5월 5일은 음력 5월의 5번째 날이다.

## 사건
- 2004년 - 대한민국의 통역사 김선일이 피랍 23일 만에 아부 무사브 알자르카위에게 피살.

## 문화
- 2006년 - 대한민국 제4회 지방 선거 실시.

## 탄생
- 869년 - 태봉의 초대왕 궁예.
- 1909년 - 대한민국의 국방인 손원일.
- 1961년 - 대한민국의 배우 이한위.
- 1962년 - 대한민국의 대중음악가 유재하.
- 1982년 - 대한민국의 가수 비.
- 1991년
  - 대한민국의 가수 신우.
  - 대한민국의 트로트 가수 임영웅.

## 사망
- 2004년 - 대한민국의 통역사 김선일.

## 기념일, 연중행사
- 단오: 대한민국
- 씨름의 날
- 단오절: 중화인민공화국

## 같이 보기
- 음력 360일: 1월 2월 3월 4월 5월 6월 7월 8월 9월 10월 11월 12월
- 전날:5월 4일 다음날:5월 6일 - 전달:4월 5일 다음달:6월 5일
- 양력:5월 5일
- 음력, 윤달